# Reed Sheppard
Pour les articles homonymes, voir Reed et Sheppard.
Isaiah Reed Sheppard, né le  24 juin 2004 à London dans le Kentucky, est un joueur américain de basket-ball évoluant aux postes d'arrière et de meneur. Il mesure 1,87 m.

## Biographie

### Carrière universitaire
Entre 2023 et 2024, il joue pour les Wildcats du Kentucky à l'université du Kentucky.
Le 18 avril 2024, il annonce qu'il se présente à la draft 2024 de la NBA.

### Carrière professionnelle

#### Rockets de Houston (depuis 2024)
Il est sélectionné en troisième position par les Rockets de Houston lors de la draft.

## Palmarès

### Universitaire
- USBWA Freshman of the Year (2024)
- NABC Freshman of the Year (2024)
- SEC Freshman of the Year (2024)
- Second-team All-SEC (2024)
- McDonald's All-American (2023)
- Kentucky Mr. Basketball (2023)

## Statistiques

### Universitaires
| Saison    | Équipe   | Matchs | Titul. | Min./m | % Tir | % 3pts | % LF | Rbds/m. | Pass/m. | Int/m. | Ctr/m. | Pts/m. |
| --------- | -------- | ------ | ------ | ------ | ----- | ------ | ---- | ------- | ------- | ------ | ------ | ------ |
| 2023-2024 | Kentucky | 33     | 5      | 28,9   | 53,6  | 52,1   | 83,1 | 4,12    | 4,48    | 2,48   | 0,70   | 12,45  |
| Carrière  | Carrière | 33     | 5      | 28,9   | 53,6  | 52,1   | 83,1 | 4,12    | 4,48    | 2,48   | 0,70   | 12,45  |